# Kepler de Souza Oliveira
Kepler de Souza Oliveira Filho (Salvador, 16 de fevereiro de 1956), também conhecido como S. O. Kepler, é um astrônomo brasileiro conhecido principalmente por seus trabalhos sobre anãs brancas, estrelas variáveis e magnetares. Ele é membro da Academia Brasileira de Ciências e professor na Universidade Federal do Rio Grande do Sul.

## Biografia
Nascido em Salvador, Bahia, Kepler obteve seu doutorado na Universidade do Texas em Austin no ano 1984. Ele e seu grupo de pesquisa na Universidade do Texas identificaram uma estrela, G117-B15A, como o relógio óptico mais estável conhecido, mais estável do que um relógio atômico. Em 2006, os resultados da equipe foram publicadas no The Astrophysical Journal. Em 1992 ele e seus estudantes descobriram a Estrela de Diamante, BPM 37093, e em 2016 uma anã branca com atmosfera de oxigênio.
Foi presidente da Sociedade Astronômica Brasileira de 2002 a 2004 e vice-presidente (2014-2016).